# Dipteris nieuwenhuisii
Dipteris nieuwenhuisii là một loài dương xỉ trong họ Dipteridaceae. Loài này được Christ mô tả khoa học đầu tiên năm 1905.
Danh pháp khoa học của loài này chưa được làm sáng tỏ. 